# Sistema de control ferroviario europeo

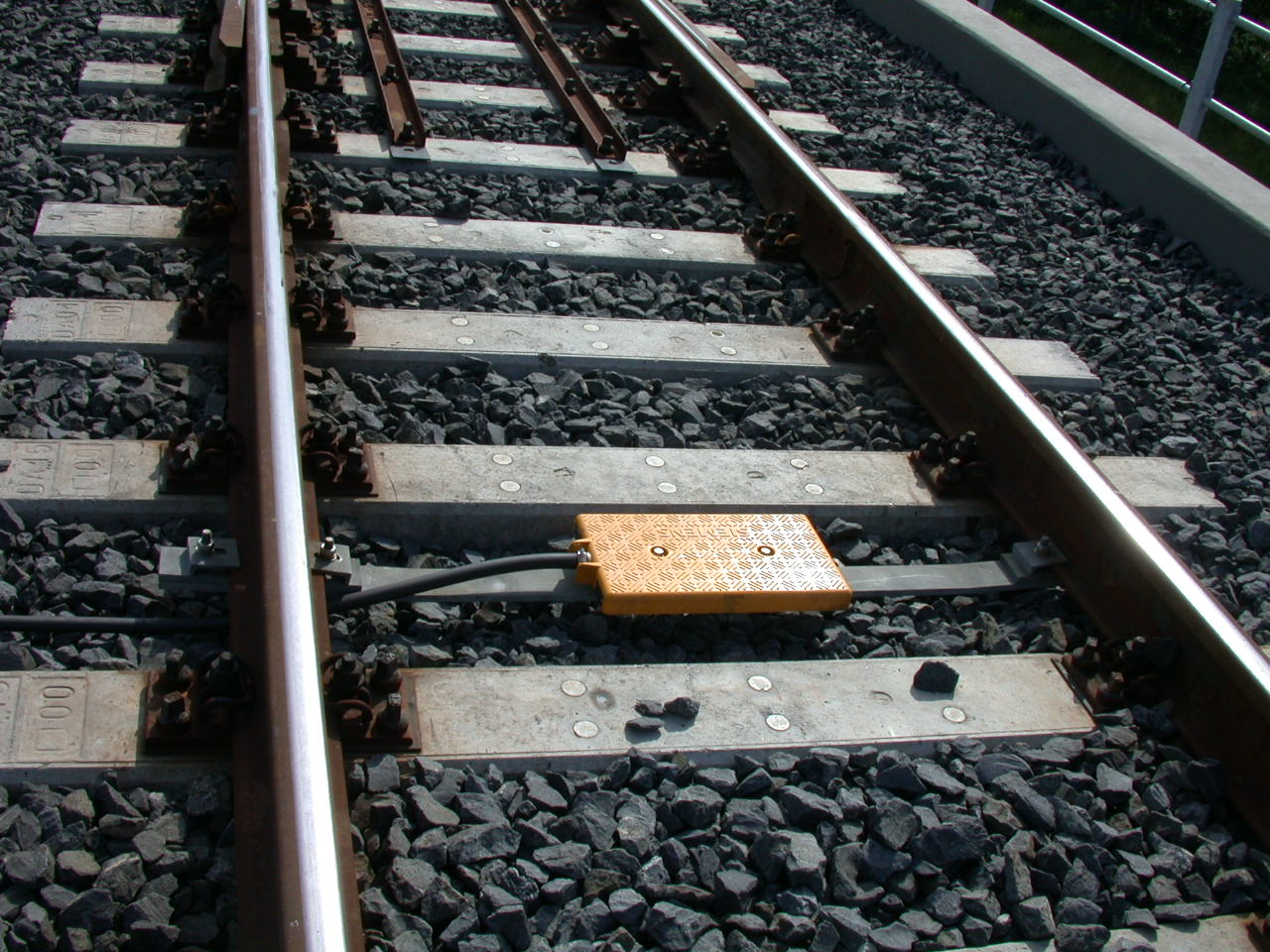
Eurobaliza de un sistema ETCS.

El sistema de control ferroviario europeo (SCFE), también conocido por sus siglas en inglés ETCS (European Train Control System), es un sistema de señalización y control ferroviario utilizado en la Unión Europea, que forma parte del Sistema Europeo de Gestión del Tráfico Ferroviario (ERTMS).
Fue diseñado para sustituir a los numerosos sistemas de seguridad incompatibles entre sí que se usan a día de hoy en los ferrocarriles europeos (por ejemplo el TVM en Francia y el ASFA en España), creando un único estándar a nivel comunitario y con la opción de exportar dicho sistema ERTMS en otros países.

## Historia
La especificación se escribió en 1996 como respuesta a la Directiva 96/48/EC del Consejo del 23 de julio de 1996 sobre la interoperabilidad de la Red Transeuropea de Ferrocarril de Alta Velocidad.
El ETCS se desarrolla dentro de la iniciativa ERTMS (Sistema Europeo de Gestión del Tráfico Ferroviario), y se está instalando por ocho compañías ferroviarias desde 1999 que forman UNISIG (Union Industry of Signalling): Alstom, Ansaldo STS, Bombardier, Siemens, Thales, CAF y AŽD Praha.
Las redes de ferrocarriles europeos han evolucionado como redes nacionales separadas e independientes entre sí, con poco en común. Existen notables diferencias entre las redes ferroviarias de cada país en lo concerniente a señalización, sistemas de control e incluso tensiones y frecuencias de funcionamiento.

## Funcionamiento

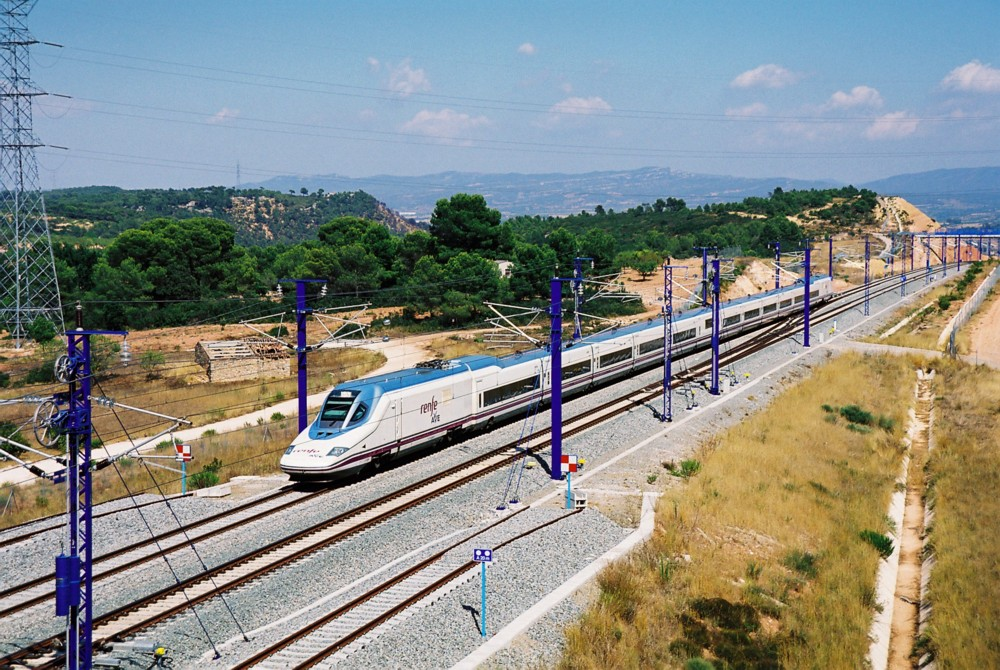
La línea de alta velocidad Madrid-Barcelona está equipada con los niveles 1 y 2.

El objetivo de un sistema ETCS, como el de los numerosos sistemas automáticos de alerta nacionales a los que pretende sustituir, es detener al tren si el agente de conducción no respeta las señales de la línea o las velocidades máximas del tramo, evitando la posibilidad de un accidente por fallo humano. En el caso de los trenes de alta velocidad no es posible que los agentes observen adecuadamente las señales, por lo que el ETCS incorpora también un sistema de representación del estado de la señalización en cabina.
El principio de funcionamiento se basa en que el tren se comunique con la vía recibiendo información del estado de las señales y las limitaciones de velocidad que el tren tiene por delante, mostrándoselas al agente de conducción en una pantalla, y aplicando el freno si se produce algún incumplimiento de las condiciones ordenadas por las señales. El sistema genera autorizaciones de movimiento (MA) con su curva de velocidades hasta la siguiente baliza.
Existen varios métodos de comunicación entre la señalización, cada uno de los cuales tiene una complejidad y resultados diferentes. En lugar de decantarse por un método concreto, la especificación ETCS admite varios métodos, que se organizan mediante niveles, siendo el nivel superior conforme el sistema es más complejo y admite mayores prestaciones.
El ETCS está organizado en 4 niveles (0, 1, 2 y 3), 17 modos técnicos de conducción (desde On Sight hasta Full Supervisión) e innumerables versiones de software SRS (System Requirements Specifications, normalmente desde la 2.3.0d hasta la 3.1.1.2 pasando por el estándar europeo 3.0.0).

### STM
El STM (Specific Transmission Module o Módulo de Transmisión Específico) no es un nivel de ETCS sino un sistema de transición intermedia que permite a los trenes ETCS circular por líneas con sistemas de seguridad nacionales (en España: ASFA, LZB o Ebicab) que no disponen de ETCS. Consiste en leer la información de las balizas de cada país normalmente y traducirlas en un paso intermedio para integrarlas en el sistema ETCS del tren, que las aplica y representa como si hubiera leído información de un sistema ETCS real mediante la pantalla del ETCS: el Driver Machine Interface (DMI, Interfaz Máquina Conductor), que traduce la información del otro sistema al entorno ETCS. La compatibilidad y aplicabilidad de este sistema depende mucho de las características del sistema de seguridad nacional.

### ETCS – Nivel 0
En un ETCS de nivel 0 no existe comunicación entre la vía y el tren. En este caso el ETCS tan sólo realiza comprobaciones menores, quedando la comprobación de las señales exclusivamente bajo criterio del agente de conducción.
Está diseñado para ser utilizado solamente en situaciones poco corrientes, como una avería o la circulación esporádica en una línea que no disponga del sistema. Si el tren recibe alguna información encontrándose en este nivel la ignora, salvo si se trata de la notificación de la transición a otro nivel.

### ETCS – Nivel 1

ETCS-Nivel 1.

Desde 2002 (en España: 19/05/2006) permite hasta 300 km/h, la comunicación de datos es puntual. Permite una frecuencia de paso de un tren cada 5 minutos y medio a 300 km/h; con ASFA cada 8 minutos a 200 km/h.
En un ETCS de nivel 1 la comunicación entre la vía y el tren se realiza mediante balizas situadas puntualmente a lo largo de la vía. Las balizas que cumplen con la especificación ETCS son conocidas como «eurobalizas». La baliza transmite por radiofrecuencia en un paquete digital la información de las señales y limitaciones de velocidad que recibe, que el tren lee mediante un captador situado bajo su bastidor al pasar sobre la baliza. El ordenador de a bordo monitoriza y calcula de forma continua la velocidad máxima y la curva de frenado a partir de estos datos.
Este sistema no sustituye al sistema de señalización de la línea; tan sólo transmite su estado y vigila su cumplimiento, no siendo necesario modificar los sistemas de señalización ya existentes en la línea para su instalación.
El tren debe rebasar la eurobaliza para obtener la siguiente información sobre la velocidad y condiciones de movimiento debido a la transmisión puntual de los datos. Uno de los problemas que esto genera es que si se ordena al tren parar ante la siguiente señal, y la siguiente señal pasa a vía libre antes de que el tren la alcance, el tren debe continuar con el proceso de frenado aunque el agente de conducción haya reconocido la vía libre, ya que el tren no la reconocerá como tal hasta alcanzar la eurobaliza de la señal. Para que la transmisión de la información sea más continua, se admite la instalación de eurobalizas adicionales o de un cable radiante (conocido como «EuroLoop»).

### ETCS – Nivel 2

ETCS-Nivel 2.

Desde 2006 (en España: 24/10/2011, solo en Madrid-Lleida, variante de Perales y Torrejón de Velasco-Valencia/Alicante) se puede ampliar la velocidad hasta 350 km/h ya que la información se refiere a varios cantones. Además, la supervisión y comunicación es continua entre el RBC (Radio Block Center o Centro de Bloqueo por Radio), las balizas y el tren gracias al GSM-R. En Nivel 2 no es necesario instalar señales laterales (el cantonamiento sigue siendo fijo gracias a las pantallas virtuales), pero sí las balizas y los circuitos de vía. Permite una frecuencia de paso de un tren cada 2 minutos y medio a 350 km/h gracias a la información continua y a los cantones virtuales.
En un ETCS de nivel 2 la comunicación entre la vía y el tren se realiza de forma continua mediante una conexión de radio digital. La conexión por radio utiliza el protocolo GSM-R, similar al utilizado en telefonía móvil pero con canales y protocolos específicos.
Como en el nivel 1, la función del sistema es informar de las limitaciones y señales, no sustituyendo a la instalación ya existente, pero el nivel 2 admite la representación de la señalización mediante una pantalla en cabina, permitiendo eliminar por completo la señalización lateral. Otra diferencia sobre el nivel anterior es que las órdenes dadas a los trenes incluyen una identificación sobre hacia qué tren está dirigida.
Gracias al GSM-R la comunicación es continua en todo momento, tanto de la vía hacia el tren indicando su estado, como del tren hacia la vía indicando su posición. Las eurobalizas del nivel 1 son utilizadas como corrección del sistema de posicionamiento de los trenes.

### ETCS – Nivel 3

ETCS-Nivel 3.

En cambio la ocupación de cantones del ETCS Nivel 3 no está basada en balizas y circuitos de vía sino en el posicionamiento del propio tren gracias al GNSS (preferentemente Galileo o GPS). En N1 o N2 basta que un tren ocupe un circuito con solo el último vehículo para que todo el cantón esté ocupado para el sistema, es decir: varios kilómetros. Con los llamados cantones móviles se permite mayor proximidad entre los trenes (mayor saturación) y, además, el N3 tiene la enorme ventaja de que se prescinde de la señalización lateral y balizas, lo que reduce su coste. La velocidad máxima de este nivel es de 500 km/h. Este nivel acaba de empezar a desarrollarse mediante dos proyectos distintos destinados a líneas con baja densidad de tráfico y que buscan abaratar costes, por lo cual no siguen exactamente estas premisas:

#### ERTMS Regional
Parte de un proyecto auspiciado por la UE bajo el nombre de ERTMS Low Cost, y consiste en instalar directamente una variante del sistema de control ETCS Nivel 3. Está gestionado por un Train Control Centre (TCC) y GSM-R para la localización (no utiliza GNSS) y la transmisión de órdenes. Al no necesitar señalización lateral ni balizas, abarata su coste y su mantenimiento: según la UE, un 30%. El problema es que sin circuitos de vía no se puede saber si se ha roto un carril y tiene "islas" sin cobertura, por ejemplo los túneles. Además, los cantones son fijos (con contadores de ejes), aunque esto no es ningún problema en líneas de baja densidad.
Está diseñado para suprimir, con un sistema barato, los bloqueos telefónicos en líneas de muy bajo tráfico, pero solo funciona en Suecia en una línea piloto (Västerdalsbanan, entre Malung y Borlänge, de 134 km y con 16 trenes al día), desde el 21/02/2012. Sin embargo los nuevos planes suecos y noruegos pasan por la instalación de ETCS N2.
Recientemente Bombardier está instalando este sistema de bloqueo en la línea de 980 km Chingola-Livingstone, en Zambia.

#### ERSAT EAV
El ERSAT EAV (ERTMS on Satellite-Enabling Application and Validation) es un proyecto piloto financiado por la European Global Navigation Satellite Systems Agency), coordinado por Ansaldo STS e instalado en 2015 en 50 kilómetros del ferrocarril Cagliari-San Gavino, en Sardinia (Cerdeña, Italia). El elemento más novedoso es que utiliza balizas virtuales generadas por el satélite cada 50 metros; para asegurar su integridad, el tren recibe (en cabeza y cola) la señal de los satélites mediante el LDS (Location Detection System). Para abaratar el coste, en lugar de utilizar GSM-R, usa GSM de las redes públicas. Las primeras pruebas abarcan desde el 01/02/2015 hasta el 01/02/2017, pudiendo estar en funcionamiento en 2022. También está utilizando el EATS (ETCS Advanced Testing and Smart Train Positioning System), un proyecto de investigación colaborativa financiado por el Séptimo Programa Marco de Ciencia e Innovación de la Comisión Europea, que arrancó en octubre de 2012 con el objetivo de facilitar la migración a ETCS nivel 3 por medio de la mejora de los sistemas de pruebas en laboratorio para reducir el tiempo y esfuerzo en el proceso de verificación y certificación.
Resumen de los distintos niveles:
|                      | ETCS 1                  | ETCS 2                  | ETCS 3     | ERTMS Regional | ERSAT |
| -------------------- | ----------------------- | ----------------------- | ---------- | -------------- | ----- |
| Señales laterales    | SI                      | Opcional                | NO         | NO             | NO    |
| Circuitos de vía     | SI                      | SI                      | NO         | NO             | NO    |
| Eurobalizas          | SI (muchas)             | SI (unas cuantas)       | SI (pocas) | NO             | NO    |
| GSM-R                | Opcional                | SI                      | SI         | SI             | NO    |
| GPS/Galileo          | NO                      | NO                      | SI         | NO             | SI    |
| Velocidad            | 300 km/h                | 350 km/h                | 500 km/h   | Baja           | Baja  |
| Frecuencia de trenes | 5 minutos y medio a 300 | 2 minutos y medio a 350 | Muy alta   | Baja           | Baja  |